# Irn-Bru
Irn-Bru es un refresco carbonatado que fabrica la empresa A.G. Barr. La bebida se distribuye por toda Escocia (Reino Unido), donde cuenta con su mayor cuota de mercado y está considerada de facto como una de las bebidas más características de la zona. Además, se comercializa y distribuye en el resto del Reino Unido y en otros países como Estados Unidos o Australia.
La bebida comenzó a producirse en 1901 en Falkirk, y se caracterizó desde entonces por un distintivo color naranja. Irn-Bru es uno de los dos refrescos que compiten directamente en su territorio frente a las dos grandes marcas de bebidas carbonatadas, Coca Cola y Pepsi (la otra es la Inca Kola peruana). Además de la versión original, se comercializa Irn-Bru sin azúcar y una bebida energética conocida como Irn-Bru 32.

## Historia
La producción comenzó en 1901, cuando el fundador de la empresa A.G. Barr, Robert Barr, comenzó a elaborar el refresco con el nombre de Iron Brew en su sede de Falkirk, pensado para los trabajadores de la acería de Glasgow. Su hijo y dueño de la factoría en esa ciudad, Robert Fulton Barr, se puso de acuerdo con el padre para expandir la producción por toda Escocia. La bebida se anunció como un "refresco vigorizante" y su imagen inicial fue un atleta, que más tarde se modificó por un remero de Cambridge. Por su parte, el nombre Iron Brew se debe a que contiene un porcentaje mínimo de citrato de amonio férrico.
Iron Brew dejó de comercializarse en 1942 y su producción no se retomó hasta finales de la Segunda Guerra Mundial. La familia Barr decidió entonces cambiar el nombre de su producto por el de Irn-Bru, porque la nueva legislación del Gobierno británico no les permitía usar la palabra "fermentado" (brew) en su producto, al no ser exactamente una bebida fermentada. Años después el grupo se expandió a otras bebidas, mientras que Irn-Bru se consolidó como el refresco más popular de Escocia y se estableció en el resto del Reino Unido. Con la llegada de Coca Cola y Pepsi, Irn-Bru dejó de ser líder en el mercado de refrescos, pero mantiene ventas al nivel de las dos multinacionales en el territorio escocés, gracias a sus originales y polémicas campañas publicitarias. En 1980 se introdujo la Irn-Bru baja en calorías, que fue renombrada en 1991 como Diet Irn-Bru, y en 2006 se lanzó Irn-Bru 32, una bebida energética.

## Características
Irn-Bru presenta un característico color naranja, que se debe a los ingredientes empleados en su elaboración. La bebida contiene además de agua carbonatada, azúcar y ácido cítrico, un porcentaje mínimo de citrato de amonio férrico, una sal. Se ha reducido del 0,125% usado en los primeros años al 0,002% actual. Además se utiliza azúcar, 32 aromatizantes (muchos de origen indio) y otros como cafeína y quinina, y dos colorantes: E110 y E124. En 2010 el grupo A.G. Barr se comprometió a retirarlos, si bien no ha especificado cuándo lo hará. El sabor de la bebida es ligeramente cítrico.
La fórmula de Irn-Bru es secreta y solo la conocen el presidente del grupo A.G. Barr hasta 2009, Robin Barr, y una persona desconocida. La familia Barr se ha traspasado la receta de generación en generación, y se sabe que el propio Robin Barr mezcla los ingredientes secretos del producto en el cuartel general de A.G. Barr en Cumbernauld (North Lanarkshire). Además hay una copia por escrito, resguardada en la caja fuerte de un banco en Suiza.